# Vuelo 328 de United Airlines
El vuelo 328 de United Airlines fue un vuelo nacional estadounidense programado desde Denver (Colorado) a Honolulu, (Hawái) el 20 de febrero de 2021. El Boeing 777-222 que operaba la ruta sufrió una falla en el motor aparentemente contenida poco después del despegue, lo que resultó en un campo de escombros al menos 1 milla (1,6 km) de ancho sobre el Parque Commons circundante de Broomfield en Colorado y sus alrededores. Los testigos registraron la caída de escombros del motor utilizando cámaras de teléfonos y una cámara para salpicadero.
El vuelo aterrizó de manera segura, sin reportar nadie herido de los que estaban en la aeronave o en tierra, pero la falla del motor resultó en un incendio del motor en vuelo, daños extensos a la góndola del motor y daños menores al fuselaje. El motor averiado era un turbofan Pratt & Whitney modelo PW4077.
Varias autoridades de aviación nacionales pusieron en tierra rápidamente aviones similares, incluida la Administración Federal de Aviación (FAA), que emitió una Directiva de aeronavegabilidad de emergencia que exige a los operadores de aviones de EE. UU. Equipados con motores de la serie Pratt & Whitney PW4000 similares inspeccionar las aspas del ventilador de estos motores antes de continuar el vuelo. La Junta Nacional de Seguridad en el Transporte de EE. UU. determinó que el fallo en el motor fue debido a la fatiga del metal.

## Incidente

Ruta de vuelo del vuelo 328

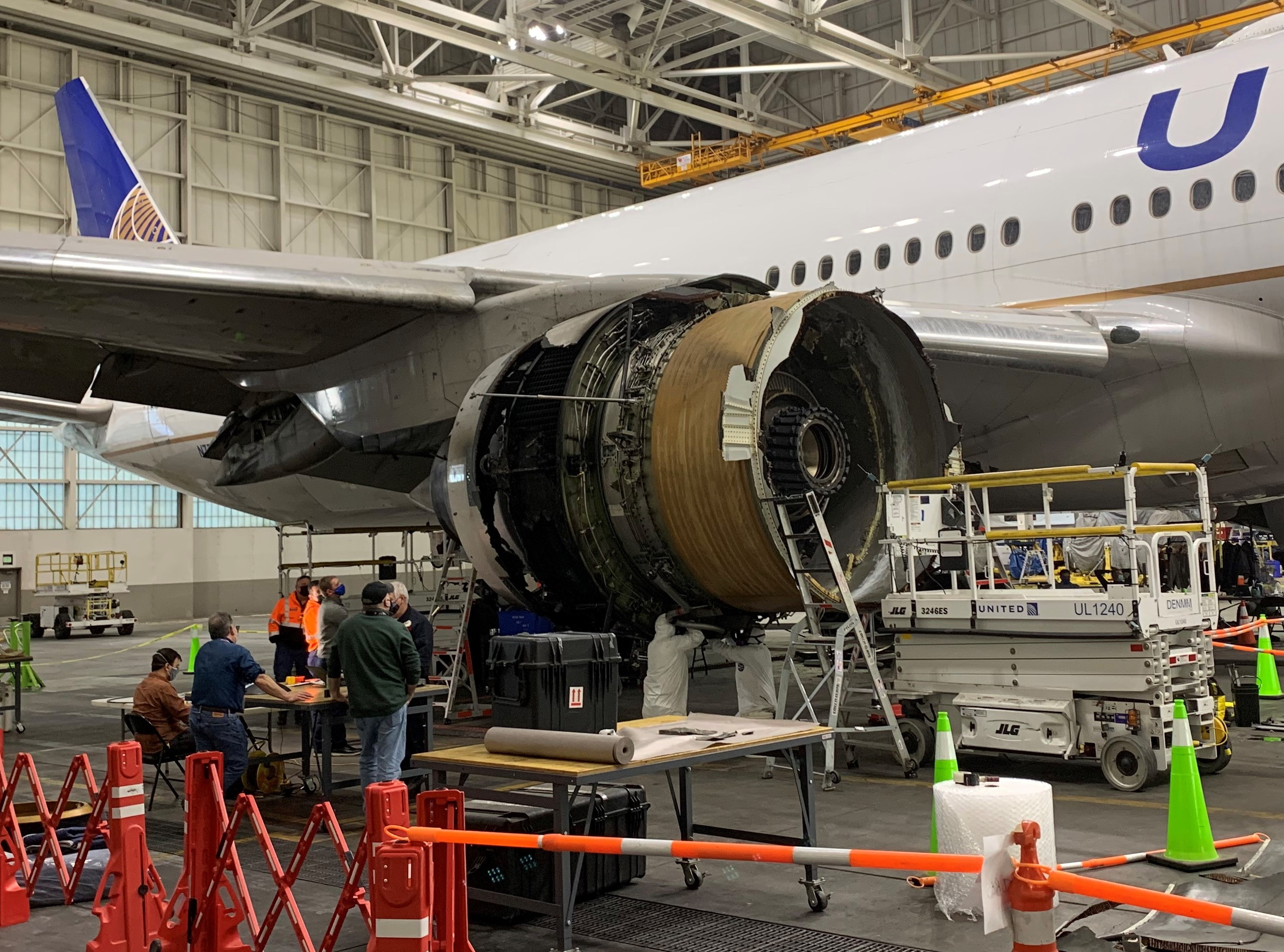
Fotografía que muestra daños en el motor derecho del avión. (Foto NTSB)

El vuelo 328 despegó de la pista 25 del Aeropuerto Internacional de Denver sin incidentes a las 12:15 hora local. Pero mientras asciende a 13000 pies (4000), una falla en el motor derecho (n.° 2) provocó que partes de la cubierta del motor se desintegren y caigan al suelo en un vecindario de Broomfield, Colorado. Nadie en el suelo o en la aeronave resultó herido.
La tripulación de vuelo se comunicó con el control de tráfico aéreo para declarar una emergencia de Mayday y solicitar un giro a la izquierda para regresar al aeropuerto. Posteriormente, la aeronave aterrizó de manera segura en la pista 26 a las 12:37 hora local. La falla del motor ocurrió cuatro minutos después del despegue y el tiempo total de vuelo fue de 22 minutos.
Los pasajeros fueron embarcados nuevamente en el vuelo 3025 de United, operado por un Boeing 777 diferente, Matrícula N773UA, un avión gemelo del N772UA, que despegó de DEN a HNL horas después.

### Incidentes similares
El 13 de febrero de 2018, la misma aeronave de reemplazo, N773UA, originaria de San Francisco que tenía el número de vuelo UA1175, tuvo una falla de motor similar y pérdida de la cubierta del motor a 120 millas de su destino, Honolulú (HNL), donde aterrizó de manera segura sin heridos. Finalmente, la aeronave fue reparada y devuelta al servicio. La NTSB determinó que un álabe del motor se rompió por una grieta de fatiga de metal preexistente que se había estado propagando lentamente desde 2010, lo que provocó la falla. La investigación culpó a Pratt & Whitney por no identificar la grieta en dos inspecciones anteriores debido a procedimientos inadecuados.
El 4 de diciembre de 2020, un 777-289 (JA8978) operado con el número de vuelo JAL904 desde el aeropuerto de Okinawa-Naha (OKA), también experimentó una falla similar en el álabe y una pérdida parcial de la cubierta del motor seis minutos después del despegue a una altitud de 16000 pies (5,000 m). Regresó a OKA y aterrizó de manera segura, pero la Junta de Seguridad del Transporte de Japón lo consideró un "incidente grave" y lanzó una investigación. La versión Boeing 777-289(Ex-Japan Air System) está propulsada por una variante de motor PW4074 que tiene una potencia nominal de 74 000 libras (329,2 kN) de empuje.
El 20 de febrero de 2021, el mismo día del incidente de United 328, un Boeing 747-400BCF perteneciente a Longtail Aviation experimentó una falla del motor, poco después de salir del aeropuerto de Maastricht en los Países Bajos. Dos personas resultaron heridas por la caída de escombros. El 747-400BCF estaba propulsado por motores PW4056, una versión anterior del motor PW4000.

## Aeronave

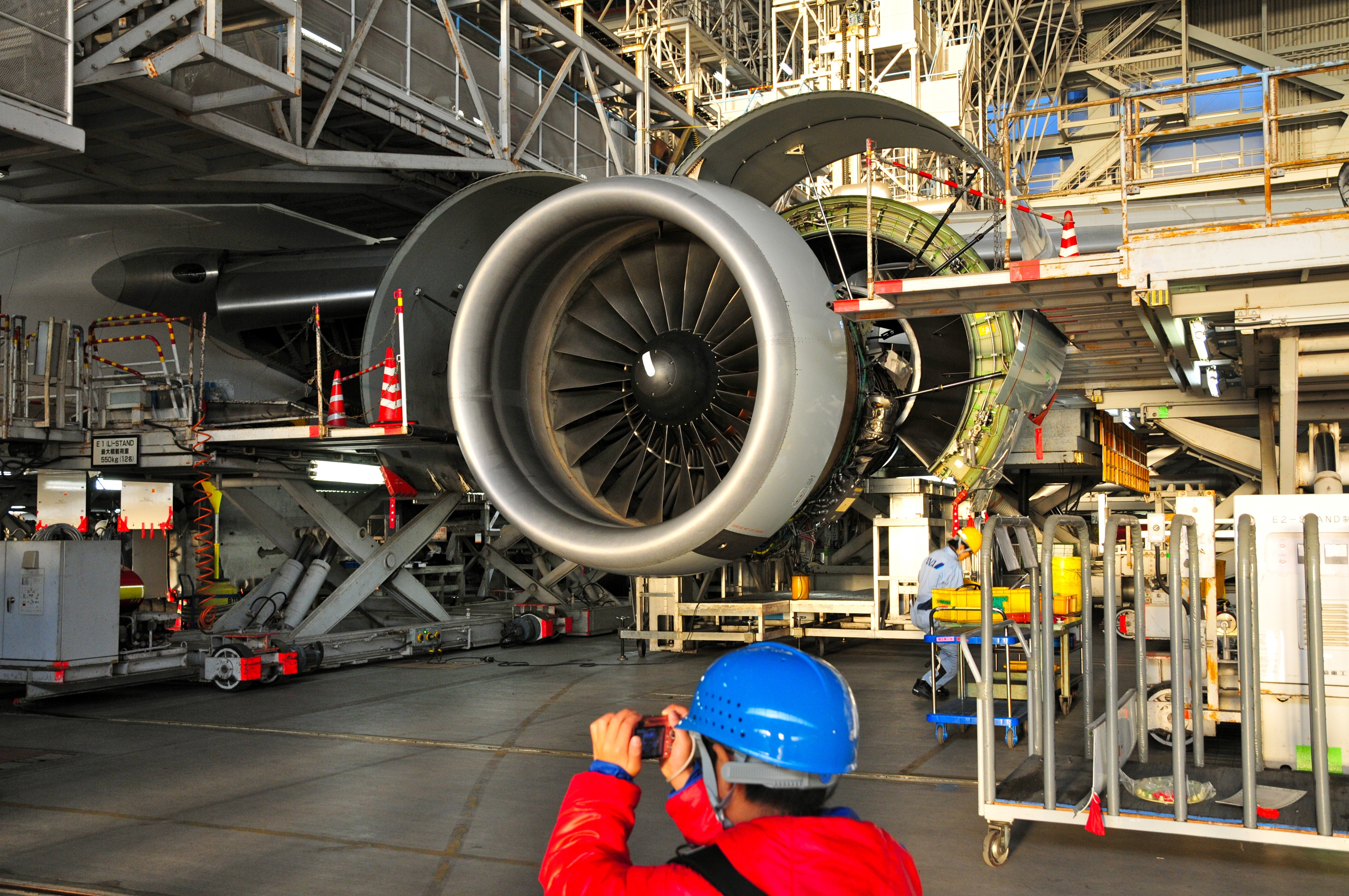
Un motor Pratt & Whitney PW4074 similar en mantenimiento con las puertas del motor abiertas,

El día del incidente, la aeronave involucrada, N772UA, había llegado a Denver desde el Aeropuerto Internacional O'Hare de Chicago (ORD) con número de vuelo UA 2465, saliendo a las 9:37 a. m. y llega a las 10:50 a. m. El avión era un Boeing 777-222, la variante específica de United Airlines de la serie 777-200 original, equipado con dos motores Pratt & Whitney PW4077. La aeronave se construyó en noviembre de 1994 (c/n 26930 / Línea n.º 5 y se entregó a United en septiembre de 1995. Originalmente, la aeronave tenía la matrícula WA005, uno de los Boeing 777-200 originales que participaron en el programa de certificación de pruebas de vuelo antes de su entrada en servicio comercial. Boeing dejó de fabricar el 777 con motores de la serie P&W PW4000 en 2013, y el motor ya no está en producción activa.
El Boeing 777 es un avión bimotor de fuselaje ancho y largo alcance. En el momento del incidente, tenía una tasa de mortalidad por accidentes relativamente baja. Los únicos dos accidentes con pérdida total de aeronaves, pasajeros y tripulación son los vuelos MH17 de Malaysia Airlines que fue derribado sobre Ucrania en julio de 2014 y MH370 que desapareció sobre el Océano Índico en marzo de 2014. Los otros accidentes fatales, el vuelo 521 de Emirates y el vuelo 214 de Asiana Airlines, se atribuyeron a errores del piloto. Ocurrieron otras dos pérdidas de un 777 con lesiones de pasajeros: el vuelo 667 de EgyptAir se incendió en la cabina de mando mientras estaba estacionado en la puerta del aeropuerto de El Cairo, y el vuelo 38 de British Airways se estrelló al aterrizar en el aeropuerto de Heathrow. Pero esto último se atribuyó a un defecto de diseño en sus motores Rolls-Royce Trent 895-17, no a los motores P&W de este avión incidente.

### Motor

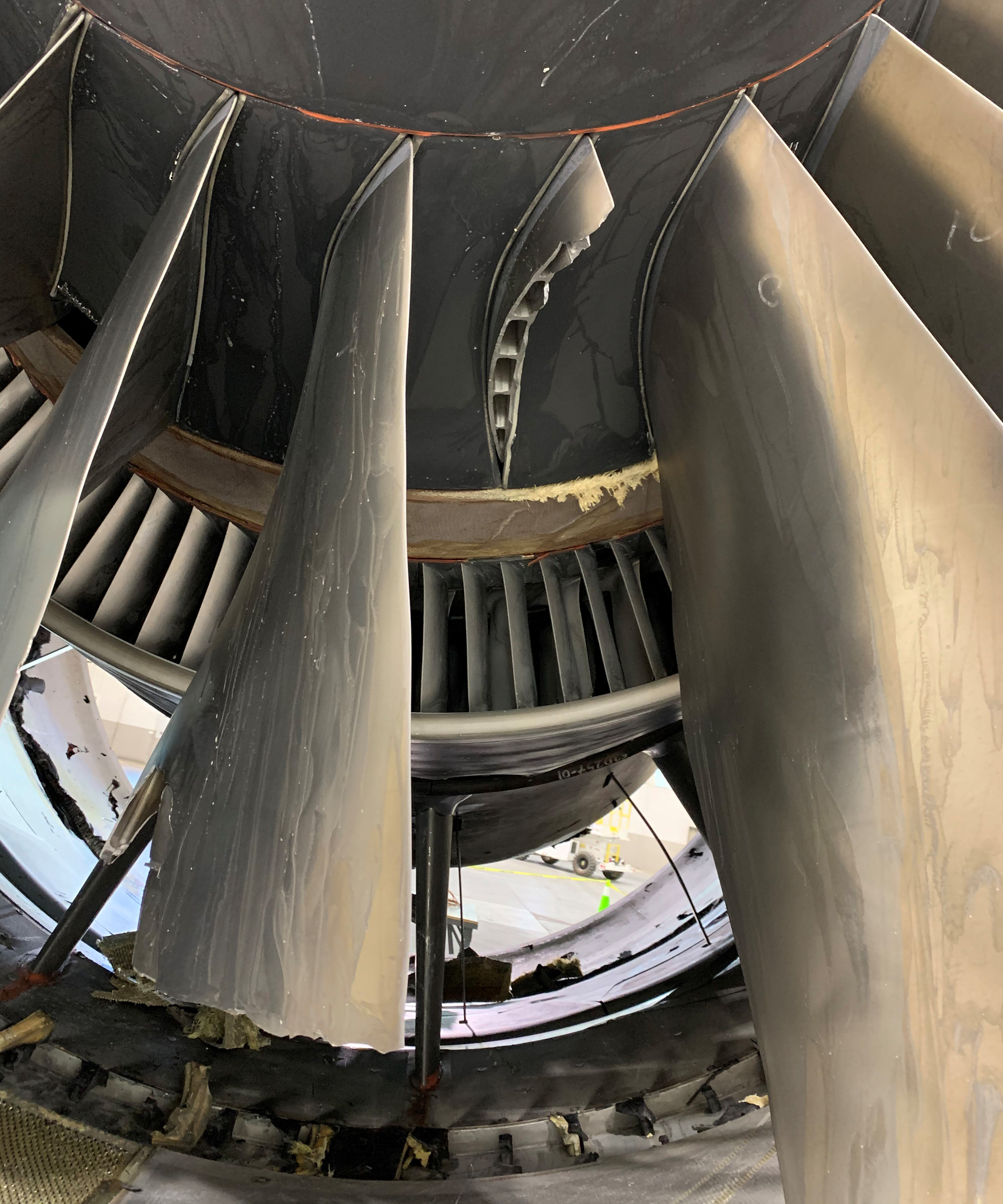
Daño a las aspas del motor PW4000 del vuelo UA328 (Foto NTSB)

El 777-200 original se distingue por sus motores PW4000-112 que son tan anchos como el fuselaje de un Boeing 737. La variante PW4077 utilizada en el Boeing 777-222 produce nominalmente 77000 Libras (340kN) de empuje. Es un motor turbofan de derivación alta, flujo axial y doble carrete, que es una versión de derivación superior del motor PW4000-94 originalmente instalado en el Boeing 747-400. Fue rediseñado exclusivamente para el 777 con una sección de motor más grande de 112 pulgadas (280 cm) de diámetro usando aspas de motor de núcleo hueco. La paleta del motor PW4000-112 es una superficie aerodinámica de cuerda ancha hecha de una aleación de titanio, de aproximadamente 40.5 pulgadas (103 cm) de largo y aproximadamente 22.25 pulgadas (56.5 cm) de ancho en la punta de la paleta. Una paleta de motor PW4000-112 puede pesar un máximo de 34,85 libras (15,81 kg). 
El aspa del motor de núcleo hueco que aparentemente experimentó una falla por fatiga del metal en este incidente, según los informes, solo tuvo unos 3000 ciclos de despegue y aterrizaje desde su última prueba no destructiva, que se realiza en la fábrica de P&W utilizando imágenes termoacústicas para encontrar elementos defectos. Este intervalo sería menos de la mitad de la frecuencia de prueba requerida de 6500 ciclos establecida en 2019 después de la falla similar del motor en un 777-222 de United que se acerca a HNL en 2018. El Ministerio de Transporte de Japón había ordenado una mayor frecuencia de inspección después del incidente similar de falla del motor del 777-200 / PW4000 en OKA en Japón el 4 de diciembre de 2020. La Administración Federal de Aviación de Estados Unidos también estaba considerando aumentar las inspecciones como resultado de ese incidente, pero no había actuado antes de este incidente en Denver.

## Investigación

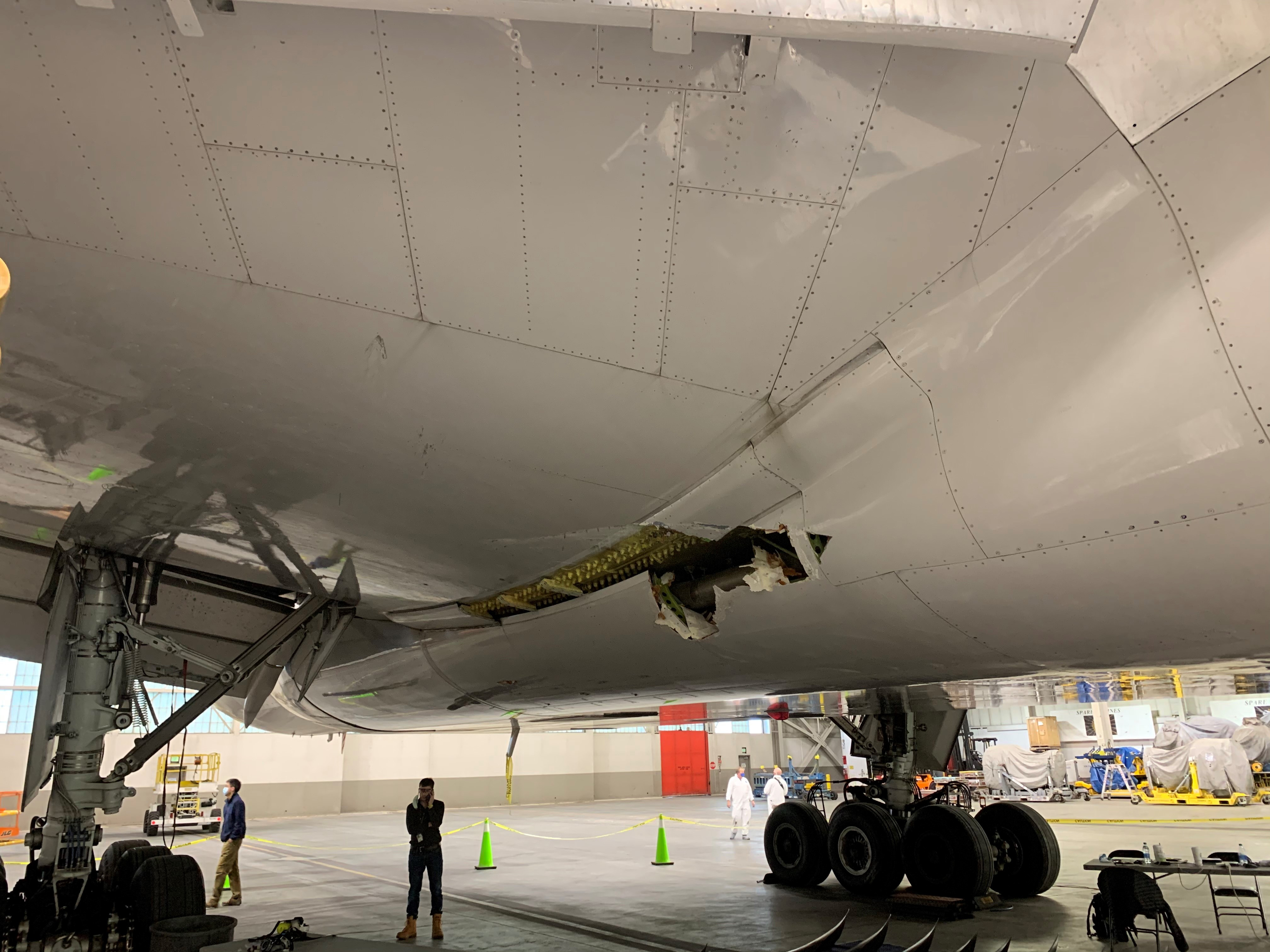
Daños en el ala y en el fuselaje del vuelo 328 de United Airlines (foto NTSB)

La Junta Nacional de Seguridad en el Transporte (NTSB) está investigando el incidente. Un investigador principal que vive en el área de Denver se coordinó de inmediato con los socorristas. Otros tres investigadores de la oficina regional de Denver de la NTSB están ayudando. La NTSB notó en la inspección inicial que la entrada y la capota se habían separado del motor y que dos aspas del motor se habían fracturado, una parte de un alabe estaba incrustada en el anillo de contención. El resto de los alabes del motor presentaban daños en las puntas y los bordes de ataque. Los alabes averiados fueron retirados y llevadas en un avión privado al laboratorio de Pratt & Whitney en Hartford, Connecticut, para un examen más detenido.
El 22 de febrero de 2021, el presidente de la Junta Nacional de Seguridad en el Transporte, Robert Sumwalt, anunció que el daño al alabe del motor es consistente con la fatiga del metal, según un informe preliminar. No está claro si la falla es consistente con otras fallas atribuidas a la fatiga del metal en un alabe de motor en un vuelo de United Airlines de febrero de 2018 y un vuelo de Japan Airlines de diciembre de 2020. Sumwalt también dijo que "según nuestra definición más estricta"  La NTSB no consideró el incidente como una falla incontenible del motor porque "el anillo de contención contenía las piezas mientras volaban". La NTSB investigará por qué la capota del motor se separó de la aeronave y por qué hubo un incendio, a pesar de las indicaciones de que se había apagado el suministro de combustible al motor. 

## Reacciones
El 22 de febrero, un día después del incidente UA328, el Ministerio de Tierra, Infraestructura, Transporte y Turismo de Japón ordenó la puesta a tierra de 32 aviones Boeing 777 operados por Japan Airlines y All Nippon Airways. La Administración Federal de Aviación (FAA) ordenó un aumento de las inspecciones de los aviones Boeing 777 con motores PW4000; United Airlines eliminó preventivamente todos esos aviones (de los cuales tiene 28 en almacenamiento y 24 en uso) del servicio activo. Boeing también recomendó la puesta a tierra mundial de los 128 aviones de la serie Boeing 777-200 equipados con motores Pratt & Whitney PW4000-112. Más tarde ese día, la Autoridad de Aviación Civil Británica también prohibió que los Boeing 777 propulsados por motores Pratt & Whitney PW4000-112 ingresaran al espacio aéreo del Reino Unido, aunque ninguna aerolínea británica operaba ese tipo de aeronave.
El 23 de febrero, Pratt & Whitney emitió un comunicado de que la compañía estaba cooperando con investigadores federales y coordinando con operadores y reguladores para respaldar un intervalo de inspección revisado de los motores PW4000.
El 24 de febrero, la FAA siguió a sus homólogos en los otros países y emitió una Directiva de Aeronavegabilidad de Emergencia (EAD) que requería que los operadores estadounidenses de aviones equipados con ciertos motores Pratt & Whitney PW4000 inspeccionaran los alabes de los motores, con imágenes termoacústicas antes de que surcaran los cielos, paralizando la flota estadounidense operada únicamente por United. Los observadores de la industria notaron que la FAA emitió su EAD inusualmente rápido, solo tres días después del incidente, y especularon que esta nueva urgencia resultó de la crisis del Boeing 737 MAX.
El ministro de Transporte de Canadá, Marc Garneau, está considerando prohibir los Boeings 777 en el espacio aéreo canadiense. Aunque ninguna aerolínea en Canadá tiene 777 con el PW4000, la TSB está considerando precauciones.
Una fuente de la industria señaló que las inspecciones de los alabes toman aproximadamente 8 horas por alabe, y P&W solo podía procesar alabes a razón de 10 juegos de 22 por motor por mes. Por lo tanto, los 777-200 solo volverían a entrar en servicio muy lentamente, a menos que la FAA decida relajar los requisitos de inspección de TAI después de evaluar los resultados iniciales.

### Puesta a tierra por operadores de aeronaves
| Aerolínea          | En servicio | Almacenado | Total |
| ------------------ | ----------- | ---------- | ----- |
| United Airlines    | 24          | 28         | 52    |
| All Nippon Airways | 10          | 14         | 24    |
| Japan Airlines     | 7           | 13         | 20    |
| Korean Air         | 7           | 10         | 17    |
| Asiana Airlines    | 6           | 1          | 7     |
| Jin Air            | 4           | 0          | 4     |
| Total              | 58          | 66         | 124   |